# Кольонія-Лесюв
Кольонія-Лесюв (пол. Kolonia Lesiów) — село в Польщі, у гміні Ястшембія Радомського повіту Мазовецького воєводства.
У 1975-1998 роках село належало до Радомського воєводства.